# Upplands runinskrifter 119
Upplands runinskrifter 119 är en vikingatida runsten av gråsten som funnits i Älvsunda, Eds socken och Upplands Väsby kommun. Runstenen är 1 meter hög, 0,45 meter bred och 0,2 meter tjock. Runhöjden är cirka 7 centimeter. Runstenen togs upp ur jorden 1865 och flyttades 1902 till Antuna park.

## Inskriften
Translitterering av runraden:
' skagi ' lit ' raisa ' þina ' stein ' at ' faþur ' sin ' stin
Normalisering till runsvenska:
Skagi/Skæggi let ræisa þenna stæin at faður sinn Stæin.
Översättning till nusvenska:
Skage (eller Skägge) lät resa denna sten efter sin fader Sten.